# Ancinidae
Ancinidae es una familia de isópodos.

## Géneros
- Ancinus Milne Edwards, 1840
- Bathycopea Tattersall, 1905